# COVID-19-Pandemie in Turkmenistan
Die COVID-19-Pandemie tritt in Turkmenistan bislang nicht offiziell in Erscheinung. Es wurden jedoch vorbeugende Maßnahmen in Turkmenistan ergriffen. Das autoritär regierte Land meldet offiziell keine Fälle an die Weltgesundheitsorganisation (WHO). Die Regierung arbeitet daran, die Berichterstattung über das Virus im Land zu kontrollieren; Experten vermuten, dass es sich unbemerkt im Land ausbreitet.
In Turkmenistan wurden bis Juli 2020 auch international üblichen Maßnahmen wie Mindestabstände zwischen Passanten nicht empfohlen. Das Staatsfernsehen zeigte Anfang April 2020 sogar Tausende Menschen, die an gemeinsamen öffentlichen Fitnesstrainings teilnahmen, während im Rest der Welt überwiegend Ausgangssperren bereits verhängt oder umfangreiche Kontaktbeschränkungen auferlegt waren. Vergleichbare Entscheidungen konnten weltweit nur in ebenfalls autoritär regierten Ländern beobachtet werden, etwa während der COVID-19-Pandemie in Belarus oder während der COVID-19-Pandemie in Tadschikistan.

## Hintergrund
Die COVID-19-Pandemie nahm im Dezember 2019 in der Volksrepublik China ihren Ausgang und betrifft das Ausbruchsgeschehen der neuartige Erkrankung COVID-19. Diese wird durch das Virus SARS-CoV-2 aus der Gruppe der Coronaviridae verursacht und gehört zu den Atemwegserkrankungen. Ab dem 11. März 2020 stufte die Weltgesundheitsorganisation (WHO) das Ausbruchsgeschehen des neuartigen Coronavirus als weltweite Pandemie ein.
Am 13. Juli 2020 riefen Behörden die Bürger erstmals auf, Schutzmasken zu tragen – allerdings nicht wegen der Covid-Gefahr, sondern wegen „hoher Staub-Konzentration in der Luft“.
In den Monaten zuvor hatte die Polizei immer wieder Bürger vom Schutzmaske-Tragen abgehalten.

## Reaktionen und Maßnahmen in Turkmenistan
Die Maßnahmen der turkmenischen Staatsführung sind bisher vor allem auf das Ausland gerichtet. Am 29. Februar 2020 begann Turkmenistan damit, die Einreise von Bürgern zu verweigern, deren Länder offiziell von der COVID-19-Pandemie betroffenen sind.
Am 5. März wurde drei ausländischen Reisenden, darunter zwei Diplomaten eines arabischen Landes, aufgrund der COVID-19-Pandemie die Einreise nach Turkmenistan verweigert, als sie aus Kasachstan einflogen. Ihr Flug wurde nach Türkmenabat umgeleitet und nachdem sie in Aşgabat angekommen waren, wurden sie alle nach Istanbul ausgeflogen.
Seit März 2020 werden alle Flugzeuge, die aus dem Ausland nach Turkmenistan kommen, zum internationalen Flughafen Türkmenabat umgeleitet, um den Import beziehungsweise die Ausbreitung von Coronavirus-Infektionen zu verhindern. Alle Passagiere, die von außerhalb Turkmenistans anreisen, werden auf Anzeichen des Virus untersucht. Falls erforderlich, werden infizierte Passagiere in ein Krankenhaus für Infektionskrankheiten gebracht. Das medizinische Zentrum des Flughafens ist mit persönlicher Schutzausrüstung ausgestattet. Nach einer ärztlichen Untersuchung der Passagiere fliegt das Flugzeug zusammen mit den Passagieren weiter in die Hauptstadt Aşgabat. Abflüge aus Turkmenistan werden vom internationalen Flughafen Aşgabat durchgeführt. Die meisten ausländischen Fluggesellschaften stornierten jedoch ihre Flüge von und nach Turkmenistan aufgrund rückgängiger Passagierzahlen. Wer Turkmenistan besuchen möchte, muss als Passagier bereits einen negativen COVID-19-Test vorweisen können.
Turkmenistan holte seine Bürger im Frühjahr 2020 aus mit COVID-19 infizierten Ländern wie China, Russland, der Türkei und Weißrussland zurück.
Rund um die großen Siedlungen Turkmenistans, einschließlich der Hauptstadt Aşgabat, wurden zusätzliche Kontrollpunkte geschaffen. Vor dem Betreten von Großstädten wird die Körpertemperatur von Fahrern oder Passagieren mit Infrarot-Thermometern gemessen. Diese Vorsichtsmaßnahme gilt auch für Passagiere auf allen Inlandsflügen.
Am 7. April 2020 feierte Turkmenistan den Weltgesundheitstag in großem Umfang, da laut der Regierung aufgrund ihrer eigenen Maßnahmen eine milde epidemiologische Situation im Land sichergestellt sei, obwohl zur gleichen Zeit die COVID-19-Situation weltweit unverändert angespannt war. Am 9. April stellte das Land eine medizinische Spezialtruppe auf die Beine. Diese solle alle Bürger Turkmenistans auf das neuartige Coronavirus testen.
Der Präsident von Turkmenistan, Gurbanguly Berdimuhamedow, sagte am 10. April 2020 bei einem außerordentlichen Treffen des Türkischen Rats zur COVID-19-Situation in Turkmenistan:

„Die hygienische und epidemiologische Situation in Turkmenistan ist stabil und unter Kontrolle.“

Der Fußballverband von Turkmenistan hat die Spiele aller Wettbewerbe auf unbestimmte Zeit ausgesetzt. Der geplante Wiederbeginn wurde auf den 19. April 2020 festgesetzt.
Angesichts der Bedeutung des Handels mit der Volksrepublik China – die von der Pandemie schwer getroffen wurde – für die Wirtschaft des Landes bestand im Frühjahr 2020 Besorgnis über die durch die Pandemie verursachten wirtschaftlichen Auswirkungen in Turkmenistan. Turkmenportal, ein Nachrichtenportal in turkmenischer, russischer und englischer Sprachausgabe und erste nicht-staatliche Nachrichtenseite in Turkmenistan, berichtete, dass in Turkmenistan seit mehreren Jahren ein staatliches Programm zur Industrialisierung stattfinde, um sich unabhängiger von Importen zu machen. Inländische Unternehmen würden daher laut Bericht eine angeblich ausreichende Anzahl von Produkten wie Schutzausrüstung oder Arzneimitteln herstellen. Am 3. April ordnete der Präsident von Turkmenistan an, den Staatshaushalt wegen der COVID-19-Pandemie komplett zu überarbeiten. Verschiedene Pläne sollten auf den Prüfstand gestellt werden und dringend benötigte Maßnahmen zur Versorgung mit wesentlichen Gütern sowie zur Unterstützung privater Unternehmen im Zusammenhang mit der Pandemie ergriffen werden.
Am 18. Januar 2021 wurde mitgeteilt, dass Turkmenistan den russischen Sputnik-V-Impfstoff durch eine Notfallzulassung registriert habe.
Im Juni 2021 erhielt Turkmenistan eine große Charge des chinesischen Impfstoffs CoronaVac von Sinovac Biotech. In Turkmenistan wurde die Bevölkerung in Etappen geimpft. Dafür wurden 18 Impfstellen im Land eröffnet. Am 7. Juli 2021 machte das turkmenische Gesundheitsministerium Covid-Impfungen für alle Einwohner ab 18 Jahren zur Pflicht. Das Land beschaffte nur Impfstoffe aus Russland und China. Turkmenistan sagte in einer von staatlichen Medien veröffentlichten Ankündigung, dass Ausnahmen von der Impfpflicht nur für Personen mit möglichen medizinischen Kontraindikationen gemacht würden. Im Dezember 2021 registrierte Turkmenistan den russischen Impfstoff Sputnik Light.
Anfang 2022 ordnete Präsident Gurbanguly Berdimuhamedow eine Verstärkung der Maßnahmen an, um die Einschleppung der SARS-CoV-2-Omicron-Variante nach Turkmenistan zu verhindern. Ab 2022 verschärfte Turkmenistan die Kontrollen an staatlichen Grenzzonen und Zollstellen. Um ein mögliches Eindringen von Infektionskrankheiten in das Land zu verhindern, wurden an den Grenzübergängen systematisch Desinfektionsmaßnahmen durchgeführt.

## Kritik und Kontroversen

### Nicht wissenschaftsbasierte Empfehlungen
Während der Pandemie empfahl Präsident Berdimuhamedow die Verbrennung des Heilkrauts Steppenraute zur Bekämpfung von Krankheiten, obwohl dies nicht wissenschaftlich als Behandlungsmethode für COVID-19 untersucht wurde und er COVID-19 im Zuge der aktuellen Pandemie als Anwendungsbereich seiner Theorie weder ausdrücklich erwähnte noch ausschloss.

### Internationale Kritik am Umgang mit der Pandemie
Im internationalen Ausland stieß Turkmenistan im Umgang mit der Pandemie auf breite Kritik. Unter anderem die Reporter ohne Grenzen sowie verschiedenen Medien vor allem in Europa und Nordamerika berichteten, dass das ganze Thema „Coronavirus“ in den Staatsmedien des Landes tabu sei und man für das Tragen einer Schutzmaske in der Öffentlichkeit verhaftet werden könne.
In Turkmenistan werden Bürger laut Berichten festgenommen, die über das Coronavirus sprechen. Agenten belauschen diesbezüglich die Bürger und nehmen sie fest, selbst wenn sie in Privatgesprächen über das Thema sprechen. Das Regime wolle das Thema laut ausländischen Medien damit offenbar totschweigen.
Die Berichte vieler Medien, Turkmenistan habe das Wort „Coronavirus“ verboten, wurden differenziert aufgefasst. Tatsächlich werde es teilweise vermieden, andere offizielle Webseiten erwähnen es jedoch nach wie vor. Allerdings herrscht Einigkeit darüber, dass von den Behörden und Staatsmedien versucht werde, Informationen über die Ausbreitung des Virus im Land zu unterdrücken.

## Statistik

Bestätigte Infizierte in Turkmenistan nach Daten der WHO. Oben kumuliert, unten Tageswerte. Derzeit (Stand 22. Oktober 2021) wurden der WHO noch keine Infektionsfälle gemeldet. Die Grafik wird laufend aktualisiert (Stand links oben in der Grafik). Änderungen der Lage sind daher zeitnah in der Grafik erkennbar, auch wenn sie im Text noch nicht besprochen werden.

Bisher (Stand 22. Oktober 2021) wurden von Turkmenistan keine Infektionen an die WHO gemeldet.